# 500 kilomètres de Valence FIA GT 2000
Les 500 kilomètres de Valence 2000 FIA GT, disputées le 26 mars 2000 sur le circuit de Valence Ricardo Tormo, sont la première manche du championnat FIA GT 2000.

## Course

### Classement de la course
Classement à l'issue de la course (vainqueurs de catégorie en gras), :
| Pos.   | Catégorie | N° | Écurie                        | Pilotes                                               | Châssis                   | Pneus | Tours/Abandon |
| Pos.   | Catégorie | N° | Écurie                        | Pilotes                                               | Moteur                    | Pneus | Tours/Abandon |
| ------ | --------- | -- | ----------------------------- | ----------------------------------------------------- | ------------------------- | ----- | ------------- |
| 1      | GT        | 14 | Lister Storm Racing           | Jamie Campbell-Walter Julian Bailey                   | Lister Storm              | M     | 109           |
| 1      | GT        | 14 | Lister Storm Racing           | Jamie Campbell-Walter Julian Bailey                   | Jaguar 7.0L V12           | M     | 109           |
| 2      | GT        | 12 | Paul Belmondo Racing          | Paul Belmondo Vincent Vosse                           | Chrysler Viper GTS-R      | D     | 108           |
| 2      | GT        | 12 | Paul Belmondo Racing          | Paul Belmondo Vincent Vosse                           | Chrysler 8.0L V10         | D     | 108           |
| 3      | GT        | 11 | Paul Belmondo Racing          | Boris Derichebourg Claude-Yves Gosselin               | Chrysler Viper GTS-R      | D     | 108           |
| 3      | GT        | 11 | Paul Belmondo Racing          | Boris Derichebourg Claude-Yves Gosselin               | Chrysler 8.0L V10         | D     | 108           |
| 4      | GT        | 25 | Carsport Holland              | Mike Hezemans David Hart                              | Chrysler Viper GTS-R      | M     | 108           |
| 4      | GT        | 25 | Carsport Holland              | Mike Hezemans David Hart                              | Chrysler 8.0L V10         | M     | 108           |
| 5      | GT        | 4  | Freisinger Motorsport         | Ernst Palmberger Yukihiro Hane                        | Porsche 911 GT2           | D     | 106           |
| 5      | GT        | 4  | Freisinger Motorsport         | Ernst Palmberger Yukihiro Hane                        | Porsche 3.8L Turbo Flat-6 | D     | 106           |
| 6      | GT        | 2  | Chamberlain Motorsport        | Walter Brun Toni Seiler                               | Chrysler Viper GTS-R      | M     | 105           |
| 6      | GT        | 2  | Chamberlain Motorsport        | Walter Brun Toni Seiler                               | Chrysler 8.0L V10         | M     | 105           |
| 7      | GT        | 10 | Paul Belmondo Competition     | Jean-Claude Lagniez Guy Martinolle                    | Chrysler Viper GTS-R      | D     | 105           |
| 7      | GT        | 10 | Paul Belmondo Competition     | Jean-Claude Lagniez Guy Martinolle                    | Chrysler 8.0L V10         | D     | 105           |
| 8      | N-GT      | 52 | Larbre Compétition Chéreau    | Christophe Bouchut Patrice Goueslard                  | Porsche 911 GT3-R         | M     | 105           |
| 8      | N-GT      | 52 | Larbre Compétition Chéreau    | Christophe Bouchut Patrice Goueslard                  | Porsche 3.6L Flat-6       | M     | 105           |
| 9      | GT        | 5  | Konrad Motorsport             | Franz Konrad Jürgen von Gartzen                       | Porsche 911 GT2           | D     | 105           |
| 9      | GT        | 5  | Konrad Motorsport             | Franz Konrad Jürgen von Gartzen                       | Porsche 3.8L Turbo Flat-6 | D     | 105           |
| 10     | N-GT      | 50 | Pennzoil Quaker State G-Force | Robert Nearn Magnus Wallinder                         | Porsche 911 GT3-R         | D     | 104           |
| 10     | N-GT      | 50 | Pennzoil Quaker State G-Force | Robert Nearn Magnus Wallinder                         | Porsche 3.6L Flat-6       | D     | 104           |
| 11     | GT        | 8  | Haberthur Racing              | Michel Ligonnet Mauro Casadei Alberto Castello        | Porsche 911 GT2           | D     | 103           |
| 11     | GT        | 8  | Haberthur Racing              | Michel Ligonnet Mauro Casadei Alberto Castello        | Porsche 3.8L Turbo Flat-6 | D     | 103           |
| 12     | N-GT      | 56 | EMKA GTC                      | Steve O'Rourke Tim Sugden                             | Porsche 911 GT3-R         | P     | 103           |
| 12     | N-GT      | 56 | EMKA GTC                      | Steve O'Rourke Tim Sugden                             | Porsche 3.6L Flat-6       | P     | 103           |
| 13     | GT        | 28 | RWS                           | Horst Felbermayr, Sr. Horst Felbermayr, Jr.           | Porsche 911 GT2           | ?     | 103           |
| 13     | GT        | 28 | RWS                           | Horst Felbermayr, Sr. Horst Felbermayr, Jr.           | Porsche 3.8L Turbo Flat-6 | ?     | 103           |
| 14     | N-GT      | 53 | Larbre Compétition Chéreau    | Ferdinand de Lesseps Jean-Luc Chéreau                 | Porsche 911 GT3-R         | M     | 103           |
| 14     | N-GT      | 53 | Larbre Compétition Chéreau    | Ferdinand de Lesseps Jean-Luc Chéreau                 | Porsche 3.6L Flat-6       | M     | 103           |
| 15     | N-GT      | 77 | RWS Red Bull Racing           | Luca Riccitelli Hans-Jörg Hofer Hans Willems          | Porsche 911 GT3-R         | M     | 103           |
| 15     | N-GT      | 77 | RWS Red Bull Racing           | Luca Riccitelli Hans-Jörg Hofer Hans Willems          | Porsche 3.6L Flat-6       | M     | 103           |
| 16     | N-GT      | 64 | Perspective Racing            | Thierry Perrier Jean-Paul Richard Gérard Larrousse    | Porsche 911 GT3-R         | P     | 102           |
| 16     | N-GT      | 64 | Perspective Racing            | Thierry Perrier Jean-Paul Richard Gérard Larrousse    | Porsche 3.6L Flat-6       | P     | 102           |
| 17     | GT        | 7  | Proton Competition            | Gerold Ried Christian Ried                            | Porsche 911 GT2           | Y     | 101           |
| 17     | GT        | 7  | Proton Competition            | Gerold Ried Christian Ried                            | Porsche 3.6L Turbo Flat-6 | Y     | 101           |
| 18     | GT        | 27 | Autorlando                    | Marco Spinelli Fabio Villa Gabriele Sabatini          | Porsche 911 GT2           | P     | 100           |
| 18     | GT        | 27 | Autorlando                    | Marco Spinelli Fabio Villa Gabriele Sabatini          | Porsche 3.8L Turbo Flat-6 | P     | 100           |
| 19     | GT        | 21 | Racing Box                    | Luca Cappellari Raffaele Sangiuolo Gabriele Matteuzzi | Chrysler Viper GTS-R      | D     | 100           |
| 19     | GT        | 21 | Racing Box                    | Luca Cappellari Raffaele Sangiuolo Gabriele Matteuzzi | Chrysler 8.0L V10         | D     | 100           |
| 20     | N-GT      | 66 | MAC Racing                    | Massimo Frigerio Paolo Rapetti                        | Porsche 911 GT3-R         | D     | 98            |
| 20     | N-GT      | 66 | MAC Racing                    | Massimo Frigerio Paolo Rapetti                        | Porsche 3.6L Flat-6       | D     | 98            |
| 21     | GT        | 32 | Seikel Motorsport             | Francis Werner Jacques Piattier                       | Porsche 911 GT2           | D     | 97            |
| 21     | GT        | 32 | Seikel Motorsport             | Francis Werner Jacques Piattier                       | Porsche 3.8L Turbo Flat-6 | D     | 97            |
| 22     | N-GT      | 51 | Pennzoil Quaker State G-Force | Nigel Smith Michel Neugarten                          | Porsche 911 GT3-R         | D     | 96            |
| 22     | N-GT      | 51 | Pennzoil Quaker State G-Force | Nigel Smith Michel Neugarten                          | Porsche 3.6L Flat-6       | D     | 96            |
| 23     | N-GT      | 54 | Noël del Bello Racing         | Jean-Luc Maury-Laribiére Marc Sourd Bernard Chauvin   | Porsche 911 GT3-R         | D     | 95            |
| 23     | N-GT      | 54 | Noël del Bello Racing         | Jean-Luc Maury-Laribiére Marc Sourd Bernard Chauvin   | Porsche 3.6L Flat-6       | D     | 95            |
| 24     | GT        | 22 | Wieth Racing                  | Niko Wieth Franz Wieth                                | Porsche 911 GT2           | D     | 85            |
| 24     | GT        | 22 | Wieth Racing                  | Niko Wieth Franz Wieth                                | Porsche 3.8L Turbo Flat-6 | D     | 85            |
| 25 DNF | GT        | 3  | Freisinger Motorsport         | Bob Wollek Wolfgang Kaufmann                          | Porsche 911 GT2           | D     | 73            |
| 25 DNF | GT        | 3  | Freisinger Motorsport         | Bob Wollek Wolfgang Kaufmann                          | Porsche 3.8L Turbo Flat-6 | D     | 73            |
| 26 DNF | GT        | 9  | Haberthur Racing              | Jacques Corbet Patrick Vuillaume Paco Orti            | Porsche 911 GT2           | D     | 69            |
| 26 DNF | GT        | 9  | Haberthur Racing              | Jacques Corbet Patrick Vuillaume Paco Orti            | Porsche 3.8L Turbo Flat-6 | D     | 69            |
| 27 DNF | GT        | 15 | Lister Storm Racing           | Peter Hardman Nicolaus Springer Carlos Palau          | Lister Storm              | M     | 48            |
| 27 DNF | GT        | 15 | Lister Storm Racing           | Peter Hardman Nicolaus Springer Carlos Palau          | Jaguar 7.0L V12           | M     | 48            |
| 28 DNF | GT        | 19 | Marcos Racing International   | Cor Euser Christian Vann                              | Marcos Mantara LM600      | D     | 43            |
| 28 DNF | GT        | 19 | Marcos Racing International   | Cor Euser Christian Vann                              | Chevrolet 5.9L V8         | D     | 43            |
| 29 DNF | GT        | 1  | Chamberlain Motorsport        | Ni Amorim Stephen Watson                              | Chrysler Viper GTS-R      | M     | 38            |
| 29 DNF | GT        | 1  | Chamberlain Motorsport        | Ni Amorim Stephen Watson                              | Chrysler 8.0L V10         | M     | 38            |
| 30 DNF | GT        | 16 | First Racing                  | Jean-Denis Delétraz Fabien Giroix                     | Ferrari 550 Maranello     | D     | 14            |
| 30 DNF | GT        | 16 | First Racing                  | Jean-Denis Delétraz Fabien Giroix                     | Ferrari 6.0L V12          | D     | 14            |